# Oedalacris cordobae
Oedalacris cordobae är en insektsart som beskrevs av Marius Descamps och Christiane Amédégnato 1972. Oedalacris cordobae ingår i släktet Oedalacris och familjen gräshoppor. Inga underarter finns listade i Catalogue of Life.